# 9541 Magri
A 9541 Magri (ideiglenes jelöléssel 1983 CH) a Naprendszer kisbolygóövében található aszteroida. Edward L. G. Bowell fedezte fel 1983. február 11-én.